# Природно-исторический парк «Косинский»
Природно-исторический парк «Коси́нский» — парк города Москвы, расположенный в Косино-Ухтомском районе Восточного административного округа. Образован в 2006 году и получил статус особо охраняемой природной территории регионального значения на основании постановления Правительства Москвы № 901-ПП от 14 ноября 2006 года. Находится в ведомственном подчинении Департамента природопользования и охраны окружающей среды.

## Территория
Территория природно-исторического парка «Косинский» состоит
из пяти крупных самостоятельных объектов: в парк входит три озера — Святое, Белое и Черное, долина реки Рудневки, а также Салтыковский лесопарк, который в свою очередь включает в себя несколько лесных массивов. Таким образом, парк состоит из следующих объектов:
- долина реки Рудневки (41,13 га),
- долина правого притока реки Рудневки (10,98 га),
- Косинские озёра с прилегающими территориями (105,72 га),
- парк стадиона «Локомотив» у Чёрного озера (1,59 га),
- санитарно-защитная зоны от мусоросжигательного завода в Руднево (161,30 га),
- земли коттеджной и сельской застройки Косино-Ухтомского района (7,48 га),
- земельный участок, который не входит в состав объектов природного комплекса (6,75 га)[2].

Схема территории парка и границы описаны в третьем приложении к постановлению Правительства Москвы «О проекте планировки территории объектов природного комплекса Восточного административного округа города Москвы в районе Косино-Ухтомский».

## История
В 1923 году постановлением совнаркома РСФСР на территории Коси́нских озёр с прибрежными жилыми участками и прилегающим лесом был основан Косинский заповедник общей площадью 54,5 га. На его территории располагалась Косинская Биологическая станция, которая изучала гидробиологию Косинских озёр, а также водную систему восточного Подмосковья. В 1927 году заповедник был преобразован в опытную станцию МГУ, позднее упразднен.
В 1985 году жители Косино под руководством Киры Борисовны Серебровской организовали на территории поселка клуб защиты природы — «Экополис-Косино», в 1994 году этот клуб вошел в состав ЮНЕСКО, хотя позднее был исключен из списков. В марте 1994 года при активном сотрудничестве экологических клубов «Экополис-Косино» и «Падуя» (Италия) Косинскую территорию включили в список всемирного наследия.
В 2006 году столичное Правительство постановило перепланировать территорию заповедника и образовать «Природно-исторический парк „Косинский“» общей площадью 335 га. С 2012 года в парке ведутся работы по озеленению и благоустройству.
Для поддержания порядка на охраняемых природных территориях, в 2013 году Межрайонная природоохранная прокуратура Москвы открыла «горячую линию» о нарушениях закона, как незаконное строительство, захламление территорий, уничтожение зеленых насаждений, организация свалок. В том же году московская прокуратура возбудила уголовное дело по статье «Нарушение режима особо охраняемых природных территорий и природных объектов» в связи с уничтожением газона на территории Косинского парка. Ущерб окружающей среде из-за незаконной прокладки газопровода по территории заповедника превысил 54,5 млн рублей
.

## Озёра

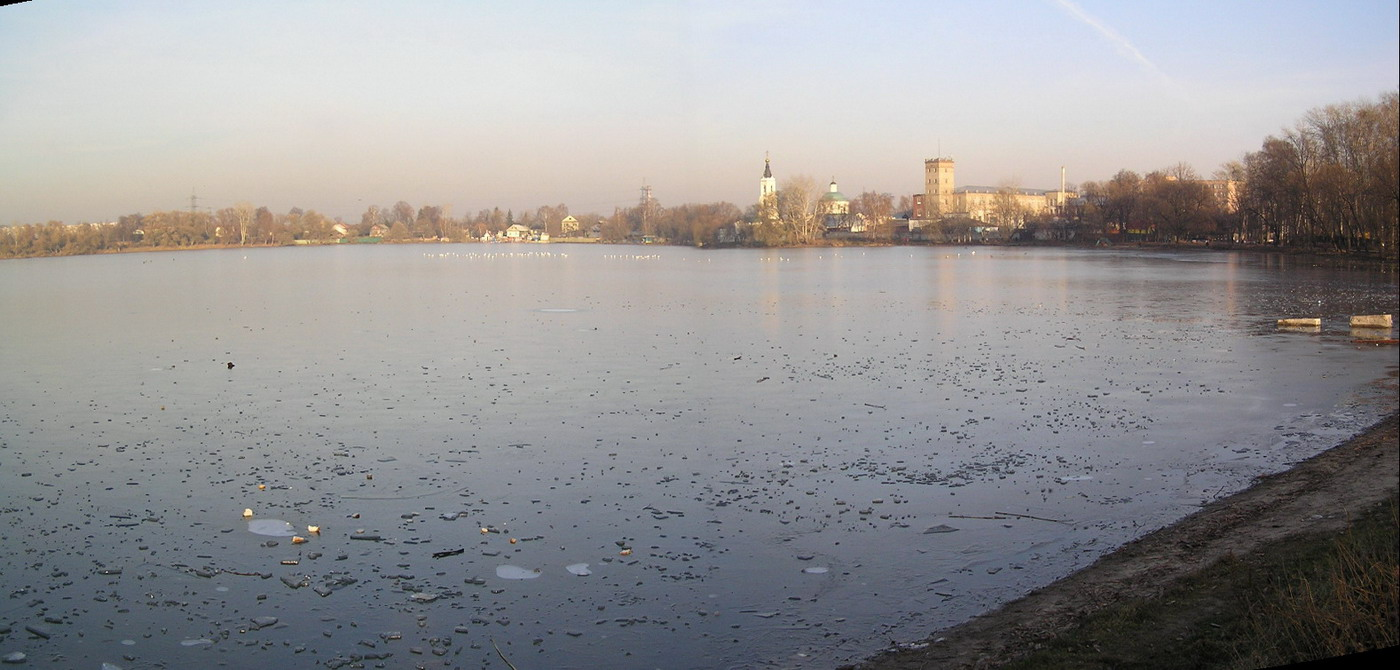
Белое озеро, 2007 год

Косинское трёхозёрье — комплекс ледниковых озёр Белого, Чёрного и Святого. Трёхозёрье занимает площадь 65 га. Несмотря на близкое расположение, водоемы значительно отличаются друг от друга. В начале XX века озёра были предметом ряда исследований Косинской биологической станции, а также многих отечественных и зарубежных лимнологов, научную информацию можно найти в библиотеках Берлина, Хельсинки, Стокгольма.
В 2017 году на берегах Чёрного и Белого озёр открыты зоны отдыха для безопасного купания, установлены кабинки для переодевания, также организованы медицинские пункты и помещения спасателей.

### Белое озеро
Самое крупное озеро в Косинской системе, максимальная глубина — 19 метров. По своей форме озеро напоминает воронку. Лимнологами выделено шесть стадий развития озера, каждая стадия соответствует определённому климатическому периоду голоцена. Дно илистое, сам водоем эвтрофный, то есть насыщен биогенными элементами. В придонных слоях воды присутствует сероводород. Первое летописное упоминание озера обнаружили в завещании князя Владимира Серпуховского к его жене, княгине Елене Ольгердовне в начале XV века. Вокруг озера располагаются частные дома, также рядом находится Косинский храмовый комплекс.

### Чёрное озеро
До 1940 года это было наименьшим из Косинских озёр. В 1940—1950-е после добычи торфа его границы значительно расширились. В северной части озера находятся остатки низинного болота с флорой и фауной, которые не имеют аналогов в окрестностях Косино. У края болота находится родник с питьевой водой. Озеро соединено с Белым короткой искусственной протокой.

### Святое озеро
Располагается в восточной части Косино, имеет круглую форму. Площадь озера — 80 м², средняя глубина — 3 метра, максимальная — 5,1 метр. По химическим свойствам вода Святого озера относится к дистрофному типу. На 200—250 метров озеро окружает болотная трясина, с малорослыми деревьями. Дно илистое. В 2018 году в Святое озеро запустили карпов, толстолобиков и белых амуров с целью очистить водоём от лишней растительности.

## Флора и фауна

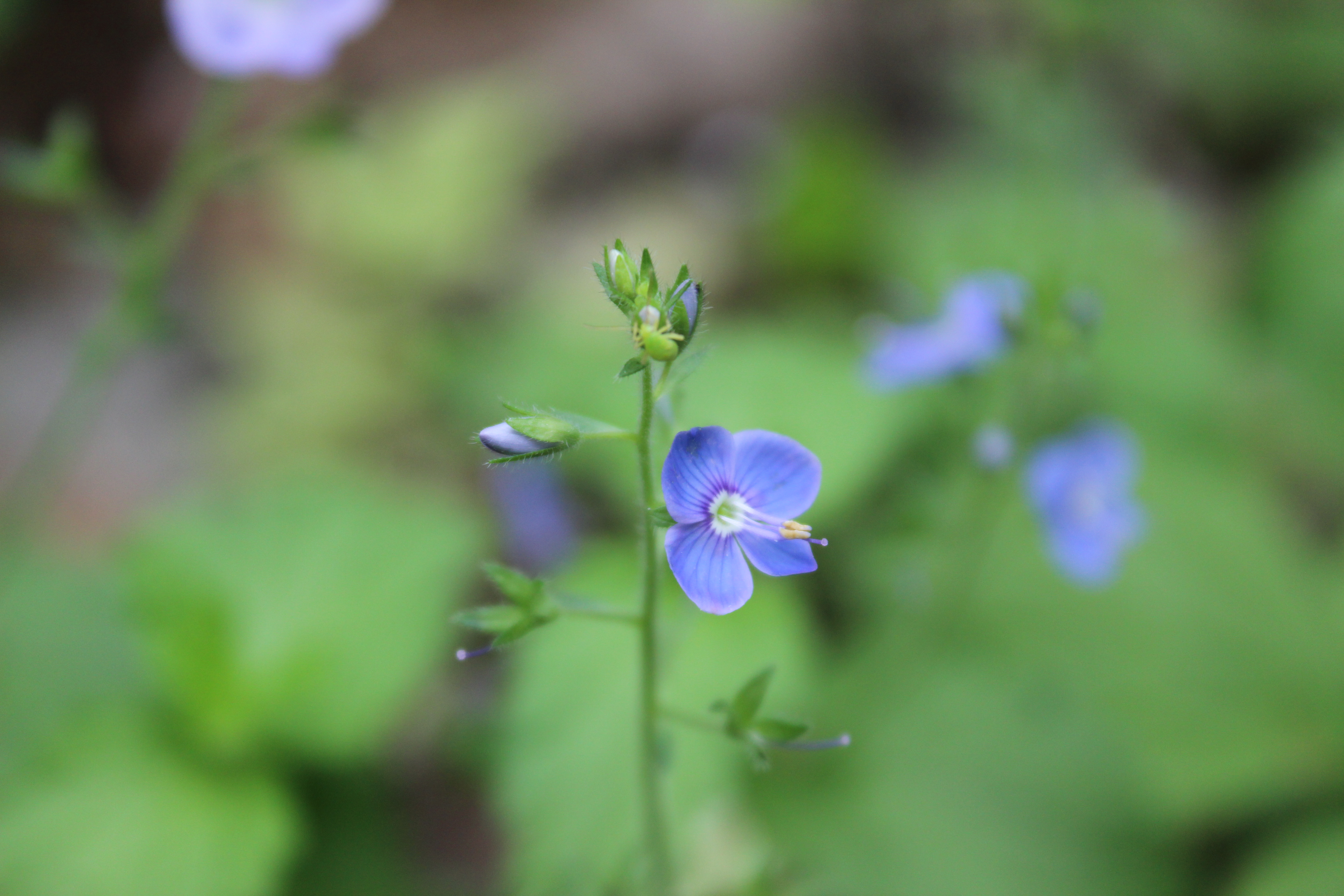
Косинский парк, 2015 год

Экологи называют Косинский парк «коридором» для передвижения зверей и птиц по подмосковным лесам. В парке обитают лисы, зайцы, кроты, ондатры, ежи и мышевидные грызуны. На территории парка гнездятся кряква, красноголовый нырок, хохлатая чернеть, желтоголовая трясогузка, соловьи, овсянка, жаворонки, перепела и другие птицы. Осенью и весной на озёрах парка можно увидеть лебедей, гусей, широконосок, шилохвостов и куликов. На берегах Рудневки можно встретить жулана, чибиса, пустельгу, ястребов-перепелятников и ястребов-тетеревятников. В 2017 году в рамках проекта учета популяции соловьев департамент природопользования организовал в Косинском парке пункт приема описательных карточек. В 2020 году на территории парка была выявлена популяция внесенной в Красную книгу Москвы обыкновенной чесночницы, ранее считавшейся вымершей в "старой" Москве. Помимо чесноницы, в парке живут и другие виды амфибий - травяная лягушка, остромордая лягушка и зеленая жаба.
На территории парка находится большое разнообразие деревьев и растений: ивы, сабельник, рогоз, тростник, лесной камыш, осока, телорез, горец змеиный, вёх, малина, папоротник телиптериса. На берегу Белого озера растут крупные дубы, тополя и черная ольха, также можно встретить белокрыльник болотный, болотную клюкву, болотный мирт, подбел обыкновенный — эти растения, занесенные в Красную книгу Москвы. В технической документации дирекции департамента природопользования 2016 году говорится, что в парке посадили барбарис, кизил, спирею и карагану.

## Достопримечательности

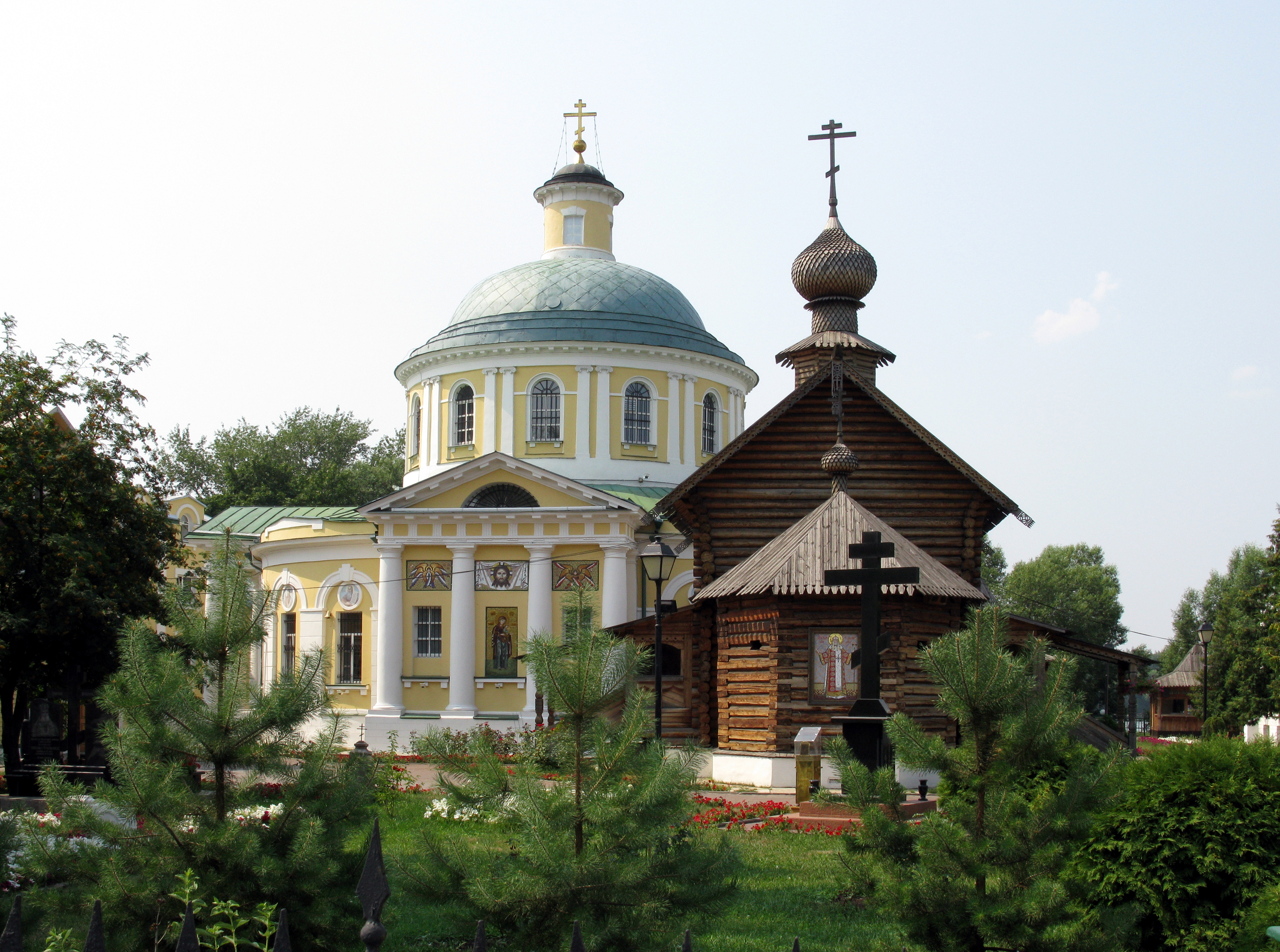
Успенский и Тихоновский храмы, 2010 год

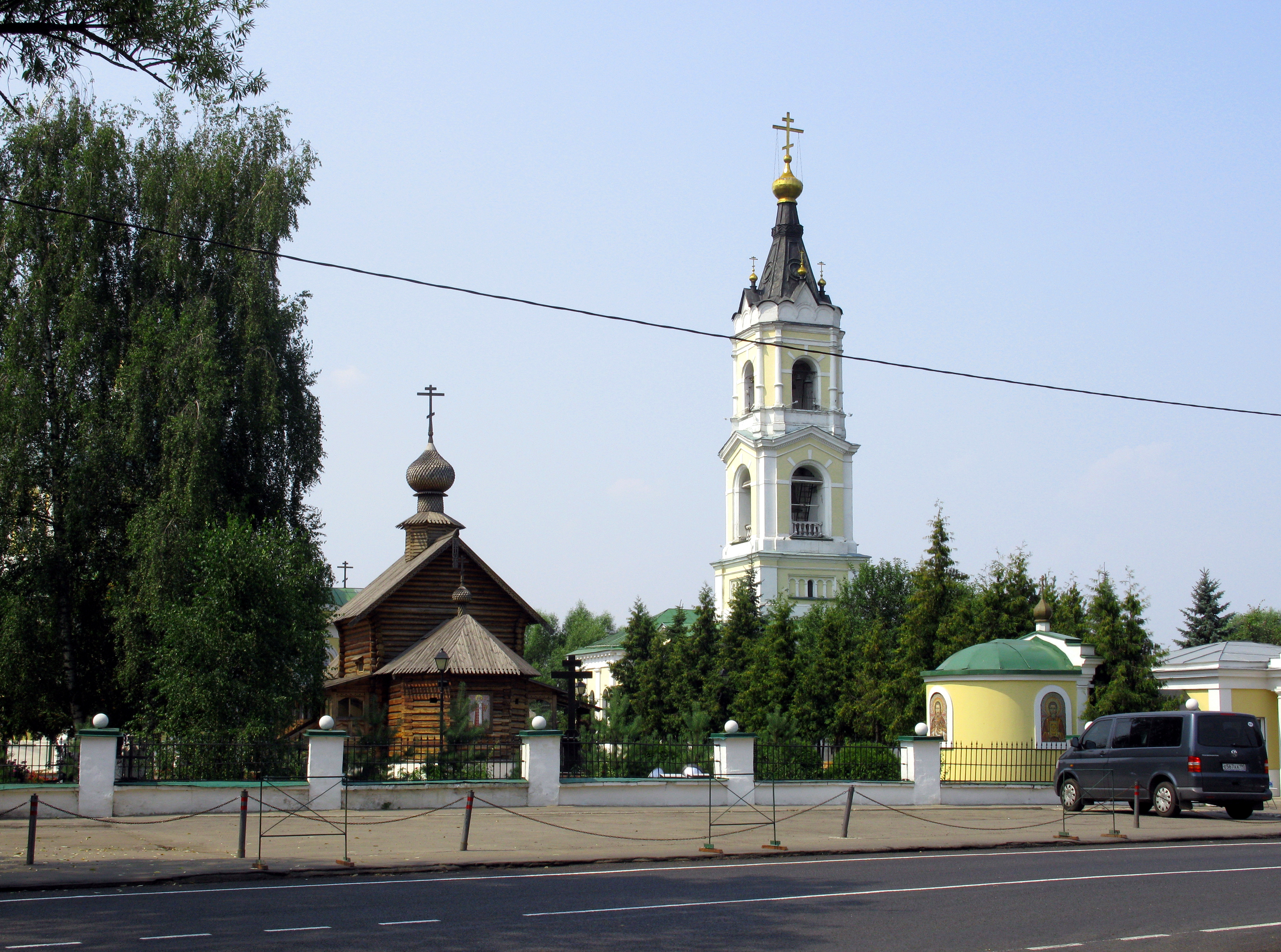
Храмовый комплекс в Косинском парке, 2010 год

Храм Святителя Николая Чудотворца впервые упоминается в 1617 году в дарственной царя Михаила Романова. Во времена Отечественной войны 1812 года храм разграбили. В 1823—1826 годах под руководством купца Дмитрия Лухманова построили каменный Успенский храм, возвели каменную ограду и отреставрировали Никольский храм. С середины XIX века богослужения в храме Николая Чудотворца прекратились, церковь сохраняли как памятник деревянного зодчества.
В 1939 году храмы закрыли. В Никольском храме разместили мастерскую по изготовлению керосиновых ламп, в Успенском — склад готовой продукции. Во времена Великой Отечественной войны в подклетах храмов были размещены бомбоубежища. После окончания войны в комплексе установили краеведческий музей, затем — театр. В 1947 году Никольский храм сгорел. В 1986-м на его месте построили деревянную церковь, которую освятили в 1993-м и назвали в честь святителя Тихона. В 1998 году на церковной территории построили водосвятную часовню и освятили в честь Московского митрополита Филарета.
В настоящее время в храмах ежедневно, кроме понедельника, проводятся богослужения. При них действуют воскресная школа для детей и взрослых, церковно-приходская школа «Косинская», патронажная служба, библиотека.
К комплексу относятся больничные храмы при городской клинической больнице № 5 (во имя великомученника Пантелеймона) и при психоневрологическом диспансере № 26 (во имя московского митрополита Алексия).
В храмовом комплексе находятся чудотворная Косинская (Моденская) икона Божией Матери (XVII века), Влахернская икона Божией Матери (XIX века), икона Божией Матери «Троеручица» (XVII века), икона святителя Николая Чудотворца (XIX века) и другие.

## Досуг

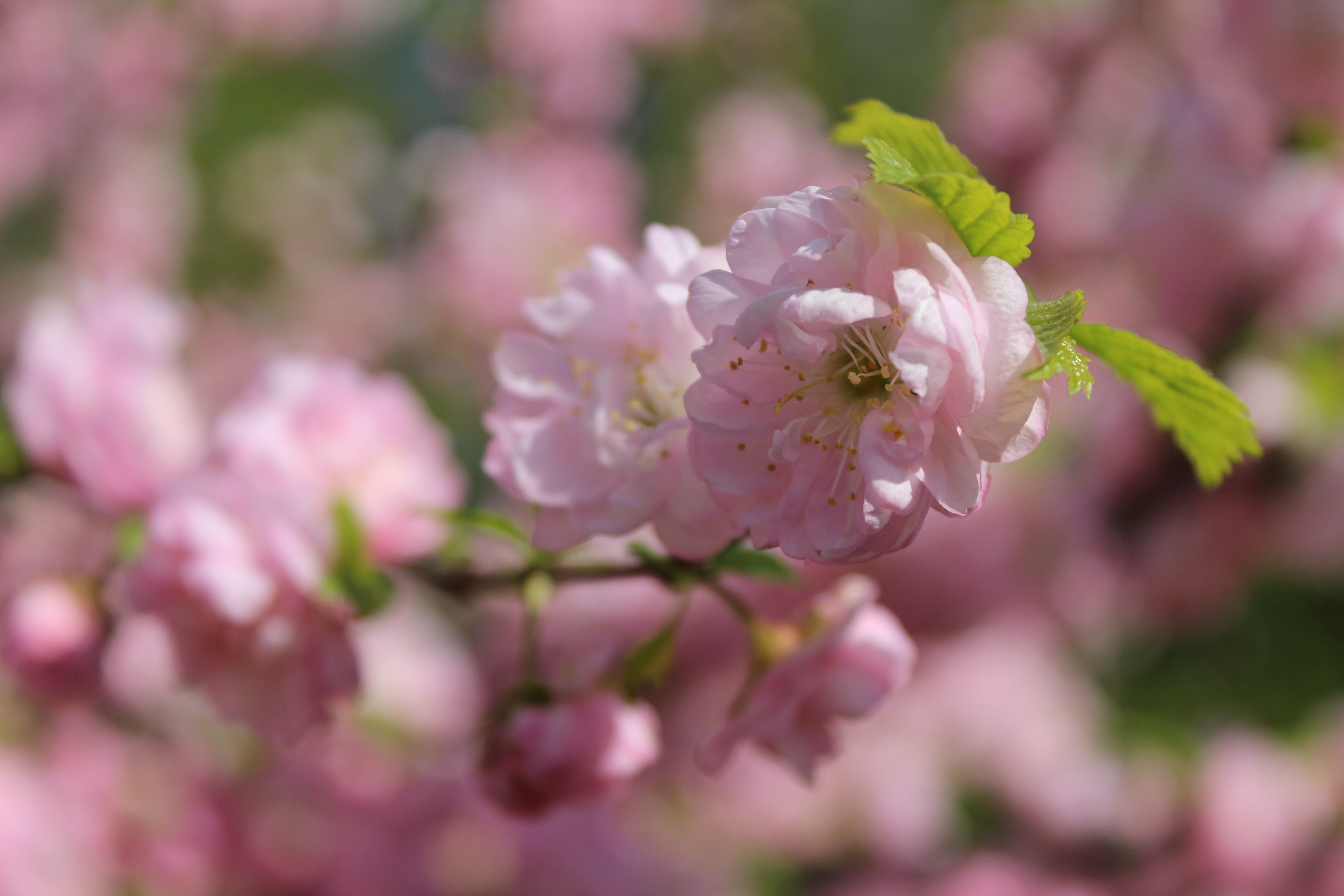
Миндаль в Косинском парке, 2015 год

Дорожки в парке приспособлены для катания на велосипедах. В восточной части парка находятся специально выделенные зоны для рыбалки и пикника с мангалами, беседками, урнами, лавками и столами. Летом 2015 года зоны для купания у Белого озера проверили волонтеры организации «Безопасная столица». Зимой 2016 года в парке организовали проруби для крещенских купаний. Также возле озёр есть действующий пункт проката лодок, детский морской клуб и спасательная станция МЧС с собаками-спасателями.
Администрация парка объявляла о реорганизации и дополнительном озеленении в 2017 и 2018 годах. Планируется увеличить места для отдыха, должен появиться новый прогулочный маршрут — «тропа здоровья», также будут установлены тренажеры на физкультурных площадках. Между озёрами возведут мосты, обновят кабинки для переодевания, спортивные и детские площадки, скамейки и урны. На территории парка поставят новый спасательный и медицинский пункты.

## Как добраться
- от Курского вокзала до платформы Реутово, далее автобусы № 773, 723, 14
- от метро «Новокосино» автобусы № 773, 723, 79, 14
- от метро «Выхино» автобусы № 602 и 602М, остановка «Косинская фабрика»
- от метро «Выхино» автобус № 821, остановка «9-й микрорайон Кожухово»